# Nggelu
Nggelu is een bestuurslaag in het regentschap Bima van de provincie West-Nusa Tenggara, Indonesië. Nggelu telt 1387 inwoners (volkstelling 2010).